# Épreuves d'artistes
Pour plus de détails, voir Fiche technique et Distribution.
Épreuves d'artistes est un téléfilm français de Samuel Faure et Gilles Jacob réalisé en 2004 pour le Festival de Cannes.
Ce film est le troisième opus d'une trilogie dédiée au septième art.

## Fiche technique
- Réalisation : Samuel Faure et Gilles Jacob
- Producteur : Gilles Jacob
- Genre : documentaire
- Durée : 52 minutes
- Année : 2004
- Pays :  France

## Distribution
Les rôles sont interprétés par les artistes à partir d'images d'archives
- Robert Altman
- Pedro Almodóvar
- Michelangelo Antonioni
- Fanny Ardant
- Robert Bresson
- Gérard Depardieu
- Clint Eastwood
- Wong Kar-wai
- Michel Serrault
- Quentin Tarantino
- Jean-Louis Trintignant
- Monica Vitti
- Wim Wenders